# Kabinett Indira Gandhi III

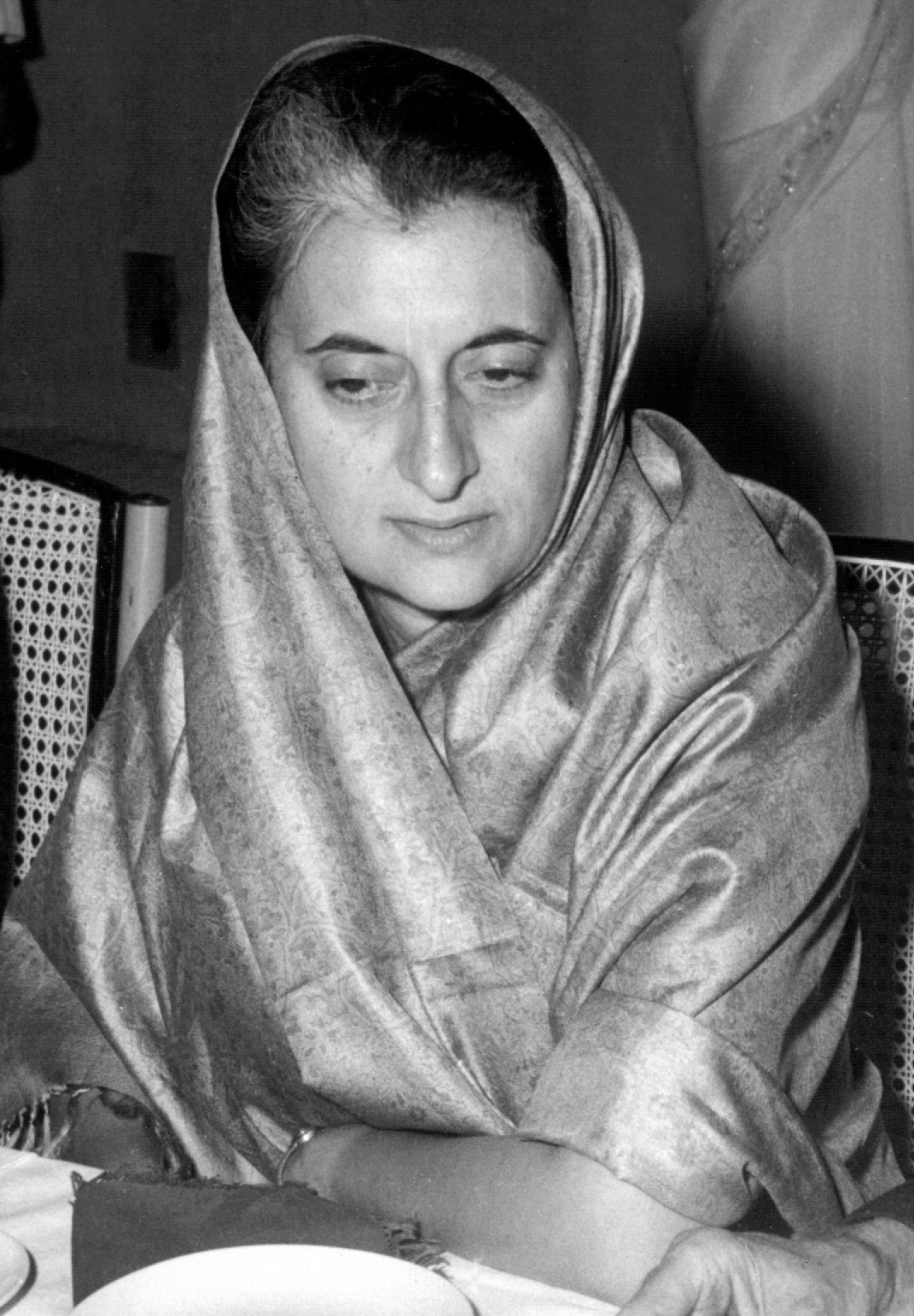
Premierministerin Indira Gandhi

Das Kabinett Indira Gandhi III wurde in Indien am 14. Januar 1980 durch die Premierministerin Indira Gandhi vom Indischen Nationalkongress (INC) gebildet. Es löste das Kabinett Charan Singh ab und blieb bis zur Ermordung Indira Gandhis am 31. Oktober 1984 im Amt, woraufhin es durch das durch ihren Sohn gebildete Kabinett Rajiv Gandhi abgelöst wurde.
Bei der vorgezogenen Parlamentswahl am 3. und 6. Januar 1980 erlitt die Lok Dal des bisherigen Premierministers Chaudhary Charan Singh, aber auch die zuvor regierende Janata Party (JNP) erdrutschartige Verluste und bekamen zusammen nur noch 72 der 525 Sitze in der Lok Sabha. Wahlsieger war der Indische Nationalkongress (INC) der früheren langjährigen Premierministerin Indira Gandhi, der 351 Mandate bekam und damit über eine komfortable absolute Mehrheit verfügt. Indira Gandhi wurde daraufhin abermals Premierministerin.

## Minister
Dem Kabinett gehörten folgende Minister an:
| Amt                                               | Name                                                                                   | Partei | Beginn der Amtszeit                                                                   | Ende der Amtszeit                                                                     |
| ------------------------------------------------- | -------------------------------------------------------------------------------------- | ------ | ------------------------------------------------------------------------------------- | ------------------------------------------------------------------------------------- |
| Premierministerin                                 | Indira Gandhi                                                                          | INC    | 14. Januar 1980                                                                       | 31. Oktober 1984                                                                      |
| Finanzminister                                    | R. Venkataraman Pranab Mukherjee                                                       | INC    | 14. Januar 1980 15. Januar 1982                                                       | 15. Januar 1982 31. Oktober 1984                                                      |
| Industrieminister                                 | R. Venkataraman Narayan Dutt Tiwari Kotla Vijaya Bhaskara Reddy                        | INC    | 16. Januar 1980 8. August 1981 7. September 1984                                      | 8. August 1981 2. August 1984 31. Oktober 1984                                        |
| Verteidigungsminister                             | Indira Gandhi R. Venkataraman Shankarrao Chavan                                        | INC    | 16. Januar 1980 15. Januar 1982 2. August 1984                                        | 15. Januar 1982 2. August 1984 31. Oktober 1984                                       |
| Innenminister                                     | Giani Zail Singh R. Venkataraman Prakash Chandra Sethi P. V. Narasimha Rao             | INC    | 14. Januar 1980 22. Juni 1982 2. September 1982 19. Juli 1984                         | 22. Juni 1982 2. September 1982 19. Juli 1984 31. Oktober 1984                        |
| Landwirtschaftsminister                           | Rao Birender Singh                                                                     | INC    | 14. Januar 1980                                                                       | 31. Oktober 1984                                                                      |
| Bildungsminister                                  | B. Shankaranand Shankarrao Chavan                                                      | INC    | 14. Januar 1980 19. Oktober 1980                                                      | 19. Oktober 1980 8. August 1981                                                       |
| Minister für Gesundheit und Familienplanung       | B. Shankaranand                                                                        | INC    | 16. Januar 1980                                                                       | 31. Oktober 1984                                                                      |
| Außenminister                                     | P. V. Narasimha Rao Indira Gandhi                                                      | INC    | 14. Januar 1980 19. Juli 1984                                                         | 19. Juli 1984 31. Oktober 1984                                                        |
| Minister für Bewässerung                          | A. B. A. Ghani Khan Choudhury Kedar Pandey A. B. A. Ghani Khan Choudhury Kedar Pandey  | INC    | 14. Januar 1980 8. Juni 1980 12. November 1980 15. Januar 1982                        | 8. Juni 1980 12. November 1980 15. Januar 1982 29. Januar 1983                        |
| Eisenbahnminister                                 | Kamalapati Tripathi Kedar Pandey Prakash Chandra Sethi A. B. A. Ghani Khan Choudhury   | INC    | 14. Januar 1980 12. November 1980 15. Januar 1982 2. September 1982                   | 12. November 1980 15. Januar 1982 2. September 1982 31. Oktober 1984                  |
| Minister für Information und Rundfunk             | Vasant Sathe                                                                           | INC    | 14. Januar 1980                                                                       | 2. September 1982                                                                     |
| Minister für Recht und Justiz                     | P. Shiv Shankar Jagannath Kaushal                                                      | INC    | 14. Januar 1980 15. Januar 1982                                                       | 15. Januar 1982 31. Oktober 1984                                                      |
| Energieminister                                   | A. B. A. Ghani Khan Choudhury                                                          | INC    | 14. Januar 1980                                                                       | 2. September 1982                                                                     |
| Minister für Erdöl und Chemikalien                | Prakash Chandra Sethi Veerendra Patil Prakash Chandra Sethi P. Shiv Shankar            | INC    | 16. Januar 1980 7. März 1980 19. Oktober 1980 15. Januar 1982                         | 7. März 1980 19. Oktober 1980 15. Januar 1982 31. Oktober 1984                        |
| Minister für Chemikalien und Düngemittel          | Vasant Sathe                                                                           | INC    | 2. September 1982                                                                     | 31. Oktober 1984                                                                      |
| Minister für Tourismus und Zivilluftfahrt         | Janaki Ballabh Patnaik Anant Sharma                                                    | INC    | 14. Januar 1980 19. Oktober 1980                                                      | 8. Juni 1980 2. September 1982                                                        |
| Minister für öffentliche Arbeiten und Wohnungsbau | Prakash Chandra Sethi Bhishma Narain Singh Buta Singh                                  | INC    | 14. Januar 1980 19. Oktober 1980 14. Februar 1983                                     | 19. Oktober 1980 14. Februar 1983 31. Oktober 1984                                    |
| Minister für parlamentarische Angelegenheiten     | Bhishma Narain Singh Buta Singh                                                        | INC    | 14. Januar 1980 14. Februar 1983                                                      | 29. Januar 1983 31. Oktober 1984                                                      |
| Kommunikationsminister                            | Bhishma Narain Singh C. M. Stephen Anant Sharma                                        | INC    | 16. Januar 1980 3. März 1980 2. September 1982                                        | 3. März 1980 2. September 1982 14. Februar 1983                                       |
| Handelsminister                                   | Pranab Mukherjee Vishwanath Pratap Singh Pranab Mukherjee                              | INC    | 14. Januar 1980 29. Januar 1983 7. September 1984                                     | 15. Januar 1982 2. August 1984 31. Oktober 1984                                       |
| Minister für Stahl und Bergbau                    | Pranab Mukherjee Narayan Dutt Tiwari Kotla Vijaya Bhaskara Reddy                       | INC    | 16. Januar 1980 15. Januar 1982 7. September 1984                                     | 15. Januar 1982 2. August 1984 31. Oktober 1984                                       |
| Minister für Transport und Schifffahrt            | Anant Sharma Veerendra Patil C. M. Stephen Kotla Vijaya Bhaskara Reddy Veerendra Patil | INC    | 14. Januar 1980 19. Oktober 1980 2. September 1982 14. Februar 1983 7. September 1984 | 19. Oktober 1980 2. September 1982 29. Januar 1983 7. September 1984 31. Oktober 1984 |
| Minister für zivile Versorgung                    | Pranab Mukherjee Vidya Charan Shukla Rao Birender Singh Bhishma Narain Singh           | INC    | 16. Januar 1980 8. Juni 1980 19. März 1981 29. Januar 1983                            | 8. Juni 1980 19. März 1981 29. Januar 1983 14. Februar 1983                           |
| Planungsminister                                  | Narayan Dutt Tiwari Shankarrao Chavan Prakash Chandra Sethi                            | INC    | 8. Juni 1980 8. August 1981 19. Juli 1984                                             | 8. August 1981 19. Juli 1984 31. Oktober 1984                                         |
| Arbeitsminister                                   | Janaki Ballabh Patnaik Narayan Dutt Tiwari Veerendra Patil                             | INC    | 16. Januar 1980 19. Oktober 1980 2. September 1982                                    | 8. Juni 1980 15. Januar 1982 31. Oktober 1984                                         |
| Minister ohne Geschäftsbereich                    | Kotla Vijaya Bhaskara Reddy Shankarrao Chavan                                          | INC    | 29. Januar 1983 19. Juli 1984                                                         | 14. Februar 1983 2. August 1984                                                       |